# Distrito de Brzesko
El distrito de Brzesko o powiat de Brzesko es un condado o comarca polaca (en polaco: powiat brzeski) situada en el voivodato de Pequeña Polonia. La sede o cabeza de partido es la ciudad de Brzesko. El distrito se extiende sobre una superficie de 590 km², con 89 985 habitantes, según el censo de 2005, con una densidad de 152,52 hab/km².

## División administrativa
El powiat tiene dos tipos de gminas:
Gminas urbano-rurales : Brzesko, Czchów
Gminas rurales : Borzęcin, Dębno, Gnojnik, Iwkowa, Szczurowa
Se recogen en la siguiente tabla en orden descendente según su población.
| Gmina           | Tipo        | Área (km2) | Población(2019) | Sede      |
| Gmina Brzesko   | urban-rural | 102.6      | 36,275          | Brzesko   |
| Gmina Dębno     | rural       | 81.5       | 14,709          | Dębno     |
| Gmina Czchów    | urban-rural | 66.5       | 9,816           | Czchów    |
| Gmina Szczurowa | rural       | 134.6      | 9,521           | Szczurowa |
| Gmina Borzęcin  | rural       | 102.7      | 8,351           | Borzęcin  |
| Gmina Gnojnik   | rural       | 54.9       | 8,016           | Gnojnik   |
| Gmina Iwkowa    | rural       | 47.2       | 6,451           | Iwkowa    |

## Demografía
Los datos de población en 2005 arrojaban estos datos:
- Población: 89 985
- Hombres: 44 389 - 49,3%
- Mujeres: 45 596 - 50,7%